# Armella
L'Armella (Armela in dialetto ormeasco) è un torrente, uno dei maggiori affluenti dell'alto corso del fiume Tanaro , che scorre nel territorio comunale di Ormea.

## Percorso
Il torrente nasce dal lago del Pizzo d'Ormea a quota 2073 metri, percorre una stretta valle a V, transita nella frazione Vardarmella ed attraversa piazza Libertà, la piazza principale di Ormea, per poi sfociare nel fiume Tanaro in sinistra idrografica presso il ponte di via Orti, vicino al lago delle Stracce.

## Utilizzi
Le acque dell'Armella sono utilizzate, mediante un sistema interessante e probabilmente unico (detto "bioa" in dialetto locale), per la pulizia delle strade di Ormea. L'acqua del torrente viene deviata in canali sotterranei e attraverso botole fatta risalire nelle vie che hanno un profilo convesso. Sfruttando la pendenza naturale, tutto il paese può essere percorso dalle acque che lavano le strade e in inverno portano via la neve.
Lungo il corso del torrente Armella è istituita una riserva di pesca della lunghezza di tre chilometri.